# Nikolái Gorbachov
Nikolái Gorbachov –en ruso, Николай Горбачёв– (Rahachow, URSS, 15 de mayo de 1948-9 de abril de 2019) fue un deportista soviético que compitió en piragüismo en la modalidad de aguas tranquilas.
Participó en los Juegos Olímpicos de Múnich 1972, obteniendo una medalla de oro en la prueba de K2 1000 m. Ganó tres medallas en el Campeonato Mundial de Piragüismo entre los años 1971 y 1975.

## Palmarés internacional
| Juegos Olímpicos   | Juegos Olímpicos          | Juegos Olímpicos  | Juegos Olímpicos |
| Año                | Lugar                     | Medalla           | Evento           |
| ------------------ | ------------------------- | ----------------- | ---------------- |
| 1972               | Múnich (RFA)              | Medalla de oro    | K2 1000 m        |
| Campeonato Mundial |                           |                   |                  |
| Año                | Lugar                     | Medalla           | Evento           |
| 1971               | Belgrado (Yugoslavia)     | Medalla de bronce | K4 10 000 m      |
| 1974               | Ciudad de México (México) | Medalla de oro    | K4 10 000 m      |
| 1975               | Belgrado (Yugoslavia)     | Medalla de bronce | K4 10 000 m      |